# 長刺鯿
長刺鯿（学名：Capoetobrama kuschakewitschi）为輻鰭魚綱鯉形目雅羅魚科的其中一種，被IUCN列為瀕危保育類動物，分布於亞洲哈薩克斯坦、烏茲別克斯坦、吉爾吉斯斯坦、塔吉克斯坦、土庫曼斯坦淡水流域，體長可達21公分，棲息在中底層水域，雌魚在蘆葦叢中產卵。